# 资产证券化
资产证券化是指債權人将自己持有的住宅抵押贷款、商业抵押贷款、汽车贷款或信用卡债务等各类合同债务以证券的方式出售给第三方投资者。投资者可以以債權人的身份從持有的債務中收取本金以及利息。
自1970年美国的政府国民抵押协会，首次发行以抵押贷款组合为基础资产的抵押支持证券——房贷转付证券（Mortgage Pass Through Certificate，MPT），完成首笔资产证券化交易以来，资产证券化逐渐成为一种被广泛采用的金融创新工具而得到了迅猛发展，在此基础上，现在又衍生出如风险证券化产品。

## 什么是资产证券化

### 定义
资产证券化可以被广泛地定义为一个过程，通过这个过程将具有共同特征的贷款、消费者分期付款合同、租约、应收帐款和其他不流动的资产包装成为可以市场化的、具有投资特征的带息证券。

 — 耶鲁大学　弗兰克·J·法博齐教授
在证券化中，公司部分地分解自己，把不具有流动性的资产从公司整体风险中隔离出来，随后以该资产为信用基础在资本市场上融资。

 — 杜克大学　斯蒂文·L·西瓦兹教授， 结构金融：资产证券化原理指南
是一个精心构造的过程，经过这一过程，贷款和应收帐款被包装并以证券的形式出售。

 — James A. Tosenthal 和 Juan M. Ocampo
， 信贷证券化
是债务融资中用更为有效的公开资本市场来代替效率低、成本高的金融中介的过程。

 — 花旗银行
所谓证券化，从技术意义上讲，就是将缺乏流动性的金融资产进行集合，以此为支持发行证券。

 — 张超英
资产证券化是通过转换或者衍生方式实现特定资产的风险隔离和信用增强，进而将之转变为证券化权利的过程。

 — 陈裘逸、张保华
， 资产证券化定义和模式的检讨：以真实出售为中心， 《金融研究》 2003年第10期
是指证券化机构将可以产生稳定的可预见未来收入流的资产，按照某种共同特质汇集成一个组合，并通过一定的技术把这个组合转换为可在资本市场上流通的有固定收入的证券。

 — 凤坤
， 资产证券化：理论与实务， 北京大学出版社
资产证券化是一种融资体制安排，它是以特定的资信为信用基础，通过对该资信所对应的未来现金流进行结构重组和信用增级，在开放性的金融市场上发行证券进行融资的制度安排。

我们于2003开始证券化的操作，并于2004年完成的资产证券化项目。对资产证券化的定义概括如下：

资产证券化是指将一组流动性较差但在一定阶段具有某种相对稳定收益的资产经过一系列组合，通过一定的结构安排（在大多情况下是成立一个特殊目的的载体），分离和重组资产的收益和风险要素，保持资产组合在可预见的未来有相对稳定的现金流，并将预期现金流的收益权转变为可在金融市场流动的证券的技术和过程。其核心是对资产的收益和风险要素进行分离和重组。

 — 李传全

### 基本结构
简单地说，资产证券化就是发行人将资产组合转移给一个特殊目的的载体（Special Purpose Vehicle，SPV），并藉以发行证券融资的过程。

### 发展历史

#### 早期探索
- 1992年三亚市开发建设总公司，2亿元的地产投资券。

#### 离岸证券化
- 1996年8月，珠海高速公路有限公司，2亿美元债券。
- 1997年4月，中国远洋运输总公司私募发行3亿美元。1997年12月，进行第二期资产证券化交易，金额为5亿美元。
- 2000年3月，中集集团的应收款出售给荷兰银行的资产管理公司（TAPCO），由后者发行商業票據擔保證券（ABCP）。
- 2002年1月，中国工商银行与中国远洋运输总公司启动6亿美元的ABS融资项目，在此基础上发行资产担保证券。国内银行首次参与境外资产证券化业务。
- 2003年1月，中国信达资产管理公司，15.88亿元债权资产。

#### 金融业尝试
- 2000年9、10月，中国建设银行和中国工商银行相继获准实行住房抵押贷款证券化试点。
- 2003年6月，中国华融资产管理公司，132.5亿元债权资产。被称为准证券化。
- 2004年4月，中国工商银行宁波市分行，26.02亿元债权资产。中国商业银行首个资产证券化项目，第一次尝试采用资产证券化的方式处置不良贷款。
- 2005年3月，国家开发银行和中国建设银行获准作为试点单位，将分别进行信贷资产证券化和住房抵押贷款证券化的试点。
- 2005年12月12-15日，国家开发银行发行了国内首只ABS--“2005年第一期开元信贷资产支持证券”。该交易的基础抵押资产为国家开发银行发放的工商业贷款，共计51笔，本金余额为41.77亿元人民币。
- 2005年12月15日，中国建设银行发行国内首只RMBS产品--“建元2005-1个人住房抵押贷款证券化信托”。该交易的基础抵押资产池包含15162笔个人住房抵押贷款，本金余额为30.17亿元人民币。

### 主要法律法规
- 《中华人民共和国信托法》，2001年4月28日第九届全国人民代表大会常务委员会第二十一次会议通过。
- 《信贷资产证券化试点管理办法》，中国人民银行、中国银行业监督管理委员会制定，2005年4月20日公布。
- 《信贷资产证券化试点会计处理规定》，中国财政部于2005年5月16日公布。
- 《金融机构信贷资产证券化试点监督管理办法》，中国银行业监督管理委员，2005年11月7日公布。
- 《关于信贷资产证券化有关税收政策问题的通知》，中国国家税务总局，2006年2月20日公布。
- 《关于进一步加强信贷资产证券化业务管理工作的通知》，中国银行业监督管理委员，2008年2月4日公布。

## 交易结构

### 市场主体
资产证券化主要市场主体包括：发起人、SPV、信用增级机构、信用评级机构、资产服务商、投资人和其他服务机构等组成。

#### 发起人
发起人也称原始权益人，其职能是选择拟证券化的资产，并进行组合和重组，然后将资产组合转移给SPV以融资。

#### SPV
是指接受发起人的资产组合，并发行以此为支持的证券的特殊实体。SPV的原始概念来自于防火墙的风险隔离设计，它的设计主要为了达到“破产隔离”的目的。SPV的业务范围被严格地限定，所以它是一般不会破产的高信用等级实体。SPV在资产证券化中具有特殊的地位，它是整个资产证券化过程的核心，各个参与者都将围绕着它来展开工作。SPV有特殊目的公司（Special Purpose Company，SPC）和特殊目的信托（Special Purpose Trust, SPT）两种主要表现形式。

#### 信用增级机构
是指为SPV发行的证券提供信用增级的机构。

#### 信用评级机构
是指通过对资产证券化的各个环节进行评估而评定证券信用等级的机构。
主要评级机构：
- 国际评级机构：标准普尔（Standard & Poor）、穆迪（Moody）、惠誉（Fitch）、达夫菲尔普斯（D&P）
- 中国大陆评级机构：大公国际、中诚信、联合信用、鹏元

#### 资产服务商
是指负责按期收取证券化资产所产生的现金流，并将其转移给SPV或由SPV指定的信托机构的实体。

#### 投资人
是指在资本市场上购买SPV发行的证券的机构或个人。一般都是机构投资者。

#### 其他服务机构
- 投资银行：协调项目操作，发行证券等
- 受托人：由SPV指定的、负责对资产处置服务商收取的现金流进行管理并向投资者分配的机构。
- 承销商：为所发行的证券进行承销的实体。
- 会计师：会计、税务咨询，以及对资产组合进行尽职调查。
- 律师：法律咨询。

### 交易结构
- 信托交易结构
- 股权交易结构
- 债权交易结构